# Mario Ferraro
Mario Ferraro, född 17 september 1998, är en kanadensisk professionell ishockeyback som spelar för San Jose Sharks i National Hockey League (NHL). Han har tidigare spelat för UMass Minutemen i National Collegiate Athletic Association (NCAA) och Des Moines Buccaneers i United States Hockey League (USHL).
Ferraro draftades av San Jose Sharks i andra rundan i 2017 års draft som 49:e spelare totalt.

## Statistik
| 2013–2014   | Don Mills Flyers      | GTHL        | 33 | 6 | 5  | 11 | 8  | 2  | 0 | 0 | 0 | 0  |
| 2014–2015   | Toronto Patriots      | OJHL        | 43 | 1 | 11 | 12 | 28 | 22 | 1 | 3 | 4 | 16 |
| 2015–2016   | Toronto Patriots      | OJHL        | 51 | 6 | 34 | 40 | 46 | —  | — | — | — | —  |
| 2016–2017   | Des Moines Buccaneers | USHL        | 60 | 8 | 33 | 41 | 42 | 3  | 0 | 0 | 0 | 0  |
| 2017–2018   | UMass Minutemen       | NCAA        | 39 | 4 | 19 | 23 | 20 | —  | — | — | — | —  |
| 2018–2019   | UMass Minutemen       | NCAA        | 41 | 2 | 12 | 14 | 23 | —  | — | — | — | —  |
| 2019–2020   | San Jose Sharks       | NHL         | 1  | 0 | 0  | 0  | 0  | —  | — | — | — | —  |
| NHL totalt  | NHL totalt            | NHL totalt  | 1  | 0 | 0  | 0  | 0  | —  | — | — | — | —  |
| NCAA totalt | NCAA totalt           | NCAA totalt | 80 | 6 | 31 | 37 | 43 | —  | — | — | — | —  |